# Henry Allingham
Henry Allingham, född 6 juni 1896 i Clapton i London, död 18 juli 2009 i Ovingdean i East Sussex, var en brittisk militär och krigsveteran från första världskriget, och den äldsta brittiske mannen någonsin med sin ålder av 113 år och 42 dagar, den yngsta av hittills endast 18 fullt verifierade män som levt till minst 113 års ålder och den näst äldsta krigsveteranen någonsin efter puertoricanen Emiliano Mercado del Toro.
Allingham blev världens äldsta levande man efter japanen Tomoji Tanabes död 19 juni 2009. Efter Allinghams död blev amerikanen Walter Breuning den äldsta levande mannen.